# Lynn Fontanne
Lynn Fontanne, nacida como Lillie Louise Fontanne, (Londres, 6 de diciembre de 1887 – Genesee Depot, Wisconsin, 30 de julio de 1983) fue una actriz de origen británico que, junto a su marido, el actor Alfred Lunt, formó una de las parejas de mayor prestigio de la historia teatral estadounidense.
A pesar de vivir más de sesenta años en los Estados Unidos, nunca renunció a la ciudadanía británica. Junto a su marido, recibió en 1970 un Tony especial. Además, en 1965 ganó un Emmy y, al final de su vida, fue galardonada con un Premio Kennedy Center.

## Carrera
Su verdadero nombre era Lillie Louise Fontanne, y nació en Londres, Inglaterra. El primer gran éxito popular de Fontanne llegó en 1921 interpretando el papel principal de la farsa de George S. Kaufman y Marc Connelly Dulcy. 
Pronto fue elogiada por su capacidad para la alta comedia, destacando en los papeles escritos para ella por Noël Coward, Samuel Nathaniel Behrman y Robert Emmet Sherwood. La facilidad de Fontanne para la comedia romántica y elegante se cita a menudo como una inspiración e influencia sobre actrices cinematográficas como Claudette Colbert, Myrna Loy y Carole Lombard.
En contraste, Fontanne disfrutó de uno de sus mayores éxitos de crítica gracias al papel de Nina Leeds, la desesperada heroína del drama en nueve actos de Eugene O'Neill Extraño interludio.
A partir de los años veinte, Fontanne actuó exclusivamente en producciones protagonizadas junto a su marido. Entre los mayores éxitos de la pareja figuran Design for Living (1933), La fierecilla domada (1935-1936), Idiot's Delight (1936), There Shall Be No Night (1940), Love in Idleness (1944), I Know My Love (1949) y Quadrille (1952). Design for Living, escrita por Noël Coward expresamente para él mismo y para los Lunt, era tan arriesgada, con su temática sobre la bisexualidad y el ménage à trois, que se estrenó en Nueva York, aun a sabiendas de que no superaría la censura en Londres. Los Lunt continuaron trabajando juntos hasta su retiro en 1966, y Fontanne fue nominada al Premio Tony a la mejor actriz por uno de sus últimos papeles teatrales, el de la obra La visita de la vieja dama (1959).  
Fontanne solo rodó tres películas. A pesar de ello, fue nominada al Oscar a la mejor actriz en 1931 por Solo ella lo sabe (The Guardsman), perdiendo ante una mucho más joven Helen Hayes. También actuó en los filmes mudos Second Youth (1924) y The Man Who Found Himself (1925).
Los Lunt protagonizaron cuatro producciones televisivas en los años cincuenta y sesenta, ganando ambos un Emmy en 1965 por su trabajo en The Magnificent Yankee, convirtiéndose en el primer matrimonio que ganaba el premio por interpretar a una pareja casada. Además, fue la narradora del clásico televisivo de 1960 Peter Pan, protagonizado por Mary Martin. En 1967 fue nominada de nuevo al Emmy, en esta ocasión por su interpretación de la Gran Duquesa María en el telefilme de Hallmark Hall of Fame Anastasia. 
Los Lunt también protagonizaron diversos dramas radiofónicos en la década de 1940, destacando las producciones de Theatre Guild. 
En 1964 Lynn Fontanne y su marido recibieron la Medalla Presidencial de la Libertad de manos del Presidente Lyndon B. Johnson.

## Vida personal
La relación de Fontanne con Lunt se inició en 1920 cuando él protagonizaba Clarence junto a Helen Hayes. Fontanne y Lunt se casaron en 1922. No tuvieron hijos.
Lynn Fontanne falleció en 1983 en Genesee Depot, Wisconsin, a causa de una neumonía. Fue enterrada al lado de su esposo en el Cementerio Forest Home de Milwaukee, Wisconsin.

## Premios y distinciones
Premios Óscar
| Año  | Categoría    | Película          | Resultado |
| ---- | ------------ | ----------------- | --------- |
| 1933 | Mejor actriz | Solo ella lo sabe | Nominada  |